# Estádio da Montanha (Bento Gonçalves)
O Estádio Dr. Getúlio Dornelles Vargas, mais conhecido como Montanha, é um estádio de futebol e rugby localizado na cidade brasileira de Bento Gonçalves, no estado do Rio Grande do Sul.

## História
O estádio foi inaugurado em 26 de agosto de 1945, onde aproximadamente quatro mil pessoas viram o Esportivo empatar em 0x0 com o Atlântico de Erechim. O Esportivo mandou seus jogos na Montanha até o fim de 2003, pois a partir de 2004 o clube passou a jogar no seu novo estádio, a Montanha dos Vinhedos.
Hoje o Estádio da Montanha pertence à Prefeitura Municipal de Bento Gonçalves, mas o Farrapos, clube de rugby da cidade, manda seus jogos lá. A partir de 2010, o estádio foi convertido definitivamente para receber jogos tanto de rugby como de futebol, tornando-se o primeiro estádio de rugby do Brasil.
Desde 2016, recebe também os jogos oficiais do time de futebol americano da cidade, o Bento Gonçalves Snakes.